# Austroascia
Austroascia là một chi ruồi trong họ Syrphidae.